# Ponta Delgada
Ponta Delgada – portugalskie miasto i siedziba rządu autonomii Azorów. Położone w zachodniej części wyspy São Miguel jest największym miastem archipelagu i jego centrum ekonomicznym. Założone w 1449 roku jest siedzibą gminy o tej samej nazwie. Według spisu ludności z 2021 r. gminę zamieszkiwało 67 287 osób.
Ponta Delgada po portugalsku znaczy tyle, co wąski przylądek i nawiązuje do położenia miasta na zachodnim krańcu wyspy. Ponta Delgada otrzymało prawa miejskie w 1546 roku na mocy decyzji króla Jana III. Stolicą administracyjną Autonomii Azorów zostało w 1976 roku (stolicą historyczną jest Angra do Heroísmo, a lokalny parlament rezyduje w Horta).

## Znani ludzie urodzeni w Ponta Delgada
- Antero de Quental (1842–1891) – myśliciel i poeta, ceniony[przez kogo?] twórca sonetów, autor Odas Modernas (Ód nowoczesnych),
- Teófilo Braga (1843–1924) – polityk, pisarz i dramaturg. Prezydent rządu tymczasowego Portugalii (1910–1911), następnie drugi prezydent republiki (1915),
- Natália Correia (1923–1993) – intelektualistka, poetka i działaczka społeczna, autorka Hino dos Açore – hymnu Regionu Autonomicznego Azorów,
- João Bosco Mota Amaral (ur. 1943) – polityk i prawnik, przewodniczący autonomicznego rządu Azorów (1976–1995),
- Jaime Gama (ur. 1947) – polityk, minister spraw zagranicznych (1983–1985, 1995–2002),
- Vasco Cordeiro (ur. 1973) – polityk, prawnik i samorządowiec, przewodniczący rządu regionalnego Azorów (2012–2020),
- Pauleta (Pedro Miguel Carreira Resendes) (ur. 1973) – piłkarz grający m.in. w Paris Saint-Germain (2003–2008).

## Sołectwa gminy Ponta Delgada
Liczba ludności poszczególnych sołectw na podstawie narodowego spisu ludności (2011).
| - Ajuda da Bretanha – 661 mieszk. - Arrifes – 7 086 - Candelária – 1 079 - Capelas – 4 080 - Covoada – 1 341 - Fajã de Baixo – 5 050 - Fajã de Cima – 3 438 - Fenais da Luz – 2 009 - Feteiras – 1 571 - Ginetes – 1 378 - Livramento – 4 062 - Mosteiros – 1 123 | - Pilar da Bretanha – 624 mieszk. - Relva – 3 006 - Remédios – 931 - Santa Bárbara – 855 - Santa Clara – 2 971 - Santo António – 1 829 - São José – 5 934 - São Pedro – 7 742 - São Roque – 4 932 - São Sebastião – 3 953 - São Vicente Ferreira – 2 361 - Sete Cidades – 793 |

## Współpraca
- Fall River, Stany Zjednoczone